# Henry megye (Iowa)
Henry megye az Amerikai Egyesült Államokban, azon belül Iowa államban található. Lakosainak száma 20 482 fő (2020. április 1.). Henry megye Washington, Lee, Louisa, Des Moines, Jefferson és Van Buren megyékkel határos.

## Népesség
A megye népessége az elmúlt években az alábbi módon változott:
| Lakosok száma | 20 121 | 20 299 | 20 097 | 20 222 | 19 950 | 20 482 |
|               | 2010   | 2011   | 2012   | 2013   | 2015   | 2020   |